# Institut d'éthique contemporaine
L’Institut d’éthique contemporaine (IEC) est un think tank, (réservoir d'idées) français basé à Paris. Sans attache partisane, ce groupe a pour objectif de permettre la réflexion, la définition  et la diffusion d'une éthique contemporaine progressiste et humaniste.

## Champs de réflexion
Actuellement, l'Institut s'est fixé deux axes prioritaires de réflexion, l'un concernant l'éthique privée afin d'intégrer harmonieusement l'évolution des mœurs dans la vie quotidienne, et l'autre l'éthique publique pour réconcilier le citoyen avec le système politique et la laïcité.
D’une façon classique, la reconnaissance des idéaux qui allait de soi il y a encore quelques décennies n’est plus évidente dans ce XXIe siècle qui commence. Comment discerner actuellement les idéaux universels qui ont toujours leur raison d’être, de ceux, caducs, qui n’ont plus à être honorés ? Comment aider à l’émergence de nouvelles valeurs en accord avec notre temps et préparer l’avenir ?
L’affaiblissement des valeurs morales traditionnelles représente-t-il un danger majeur ou bien une occasion favorable à la consolidation des valeurs humanistes, à l’installation de nouvelles valeurs hédonistes, esthétiques, sociales, écologiques, pour vivre mieux?
Tout retard dans cette construction d'une éthique conduira au retour d'une morale caduque car la nature ne supporte pas plus le vide dans ce domaine que dans d'autres. Le vide et l'inadéquation de l'éthique laissent la porte ouverte à la corruption, à la violence terroriste, aux souffrances physiques et mentales de bon nombre d'entre nous. Cette construction est tellement urgente et indispensable qu'une prise de conscience aidera à la mise en place de ce processus nécessaire.
Construire une éthique contemporaine est un très vaste chantier plus que jamais d'actualité dans cette période riche en bouleversements technologiques, économiques et humains. Écrire, multiplier les lieux d'échanges, utiliser les connaissances actuelles des sciences humaines, intervenir dans le débat politique, sont devenus des nécessités. Ce sont les méthodes que nous utilisons pour mettre en œuvre notre objectif.

## Production
Écriture d'articles, tous disponibles sur le site internet : http://institut-ethique-contemporaine.org/
Organisation de conférences / débats :
- Présentation de l'IEC en conférences à Paris[1]
- l'Euthanasie et le suicide assisté
- Peut on disposer librement de notre corps ? Vers une éthique transparente de la filiation  pour tous ? (approche de la GPA)
- Les Éthiques de l'environnement
- Pour une éthique de la relation de soin (en collaboration avec la Maison de la Médecine et de la Culture)
- Comment réconcilier les citoyens avec la politique[2] (en collaboration avec Anticor; invité, le député René Dosière)

## Membres
Les membres de l'I.E.C. comprend des spécialistes dans les domaines des sciences humaines, de la recherche, de la société civile.
Membres du bureau (élus chaque année en assemblée générale) :
- Président : Gérard Vignaux, psychologue clinicien, psychothérapeute, psychanalyste, co-auteur de Parlons psy, Éditions l'Archipel et de Un psy pour quoi faire, Éditions Librio
- Trésorier : Bernard Cretin, ingénieur, consultant, diplômé en philosophie
- Secrétaire : Benjamin Lisan, ingénieur-rédacteur, chercheur indépendant, auteur du livre Faut-il croire à tout ?

Autres membres :
- Claude ANAVI : psychologue clinicien, psychanalyste,
- Guy BELLAÏCHE : médecin gastro-entérologue, chef de service à l'hôpital, auteur de plusieurs livres et passionné du jeu d’échecs,
- Catherine CHASSAGNE : enseignante,
- Christian FASOUL : juriste,
- Abdelhamid GHRIB : ingénieur, docteur en physique,
- Hoda HILI : philosophe de formation, conférencière et consultante en ressources humaines.
- Alain LAMETH : psychomotricien
- Alain LASKAWIEC : diplômé en sciences politiques, cadre de la fonction publique,
- Aline SCHACRE : entrepreneuse, autodidacte, intéressée par la réflexion éthique
- Lyelle WINTER : directrice - conseil en communication

Présence sur Internet de l'Institut d'éthique contemporaine :
- un groupe de discussion ou + 2300 personnes se retrouvent sur Facebook sur des questions de l'éthique contemporaine

que l'on trouve au nom de : Pour une éthique contemporaine
- une page Facebook : que l'on trouve au nom de Institut d'éthique contemporaine
- un site internet : institut-ethique-contemporaine

## Financement
Afin de posséder une totale indépendance, l'Institut d'éthique contemporaine est financé à 100 % par la cotisation des adhérents.